# Smučarski teki na Zimskih olimpijskih igrah 1952
Smučarski teki na Zimskih olimpijskih igrah 1952.

## Dobitniki medalj

### Moški
| Tekma           | Zlato                                                               | Srebro                                                                           | Bron                                                                       |
| 18 km           | Hallgeir Brenden                                                    | Tapio Mäkelä                                                                     | Paavo Lonkila                                                              |
| 50 km           | Veikko Hakulinen                                                    | Eero Kolehmainen                                                                 | Magnar Estenstad                                                           |
| 4×10 km štafeta | Finska · Heikki Hasu · Paavo Lonkila · Urpo Korhonen · Tapio Mäkelä | Norveška · Magnar Estenstad · Mikal Kirkholt · Martin Stokken · Hallgeir Brenden | Švedska · Nils Täpp · Sigurd Andersson · Enar Josefsson · Martin Lundström |

### Ženske
| Tekma | Zlato         | Srebro          | Bron           |
| 10 km | Lydia Wideman | Mirja Hietamies | Siiri Rantanen |